# Palazzina Testa

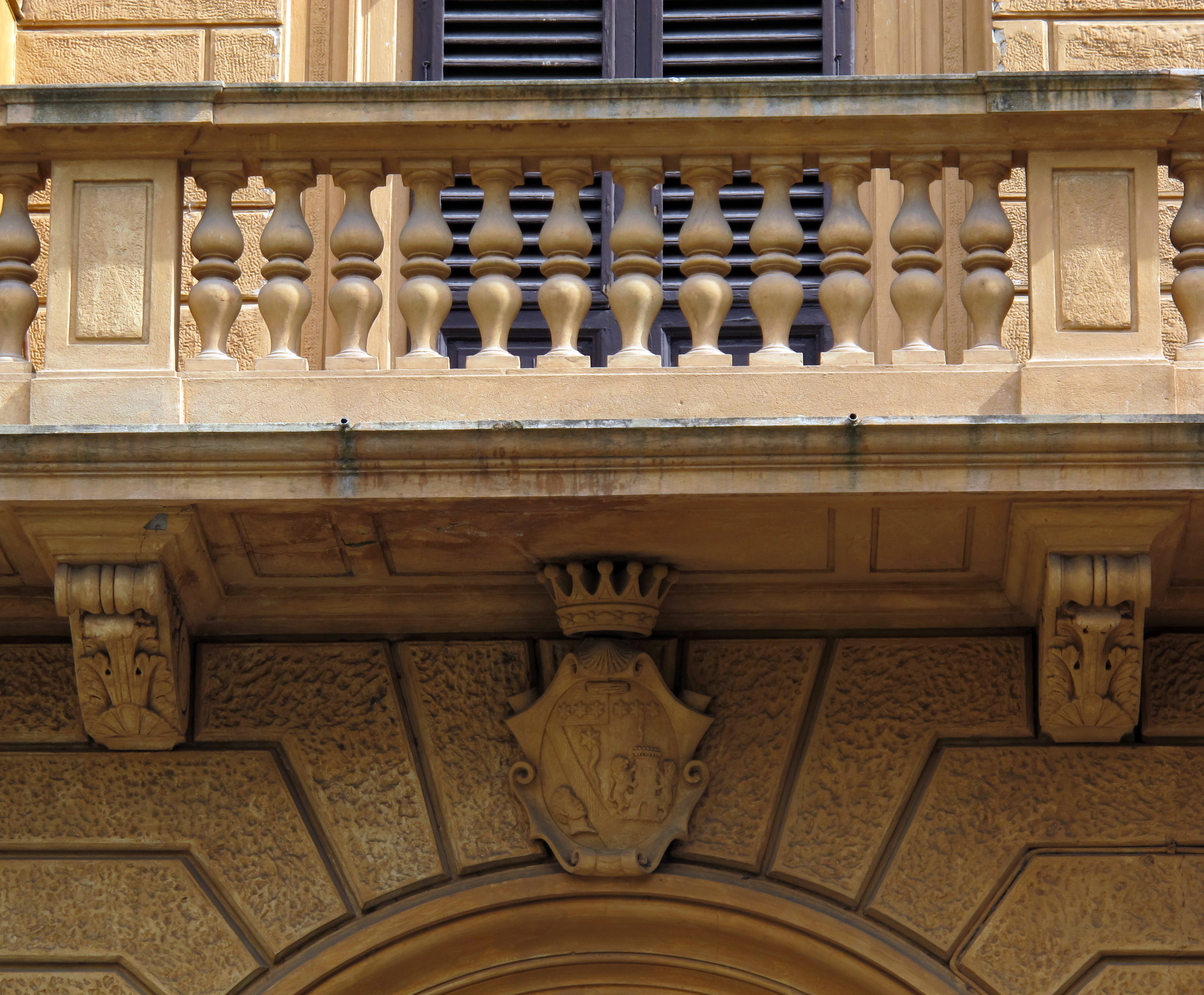
Dettaglio

La palazzina Testa è un edificio di Firenze, situato in piazza d'Azeglio 12.

## Storia e descrizione
Si tratta di un grandioso casamento restaurato in tempi recenti, organizzato su tre piani che si estendono per sette assi. La porzione centrale del fronte è interamente parata a finti conci di pietra (così come tutto il piano terreno), di aggetto digradante in funzione dell'altezza del piano, in modo da alleggerire e vivacizzare il prospetto che, in questo modo, appare con i corpi laterali leggermente arretrati. Sul portone, riparato dal lungo balcone che corre per l'intera larghezza di questo corpo centrale e che collega tre grandi finestroni ad arco a tutto sesto, è uno scudo con lo stemma della famiglia Testa, originaria d'Anagni (d'argento, alla banda di rosso, accompagnata superiormente da una cometa d'oro, e inferiormente da una testa di moro rivolto di nero; il tutto abbassato sotto il capo d'azzurro, caricato di due stelle a sei punte d'oro), qui partito con un'arme segnata da una torre sostenuta da due leoni. La volta dell'androne possiede una decorazione a monocromo nel gusto del periodo.
Nell'insieme il fronte ricorda una soluzione prossima a quella adottata dall'architetto Vincenzo Micheli per il palazzo eretto su commissione del senatore Giacomo Astengo tra il 1870 e il 1871, in questa stessa piazza ai nn. 23-24.